# Hokuto no Ken
Hokuto no Ken je legendarna japanska anime serija osamdesetih godina dvadesetog stoljeća
Ova anime serija stvorena od Tetsuo Hara i Buronsona nastaje 1984. godine. Prvobitno to je manga serija koja tek potom prelazi na televiziju. Nedugo po izlasku ona u Japanu ( i potom Italiji ) stiče kultni status. Do danas iz ove originalne serije nastaju dvije nove anime serije, 2 filma, jedna filmska trilogija i 30 kompjuterskih igri. Hokuto no Ken serija je na engleskom govornom području poznata pod imenom Fist of the North Star, a u Italiji Ken il guerriero. Osim ova dva govorna područja serija se do sada prikazivala još u Francuskoj, Portugalu i Španjolskoj pod svojim originalnim japanskim imenom. Općenito se smatra kako su glavnu inspiraciju za stvaranje ove anime imali Bruce Lee i film Mad Max pošto je glavni lik spoj te dvije ličnosti. Njegov svijet je onaj Mad Max čiju vrstu odjeće sam nosi, dok se svi obračunim završavaju karate potezima kao u filmovima Bruca Lea. Sve to je bilo na kraju spojeno s osobina tipičnog japanskog usamljenog samuraja koji pomaže nezaštićene.

## Uvod
Priča serije Hokuto no Ken počinje nakon završetka nuklearnog rata koji dovodi do sloma civilizacije. Njezin je glavni junak Kenshiro, majstor borilačke škole Okuto. On sa svojom zaručnicom preživljava rat, ali mu je otme "prijatelj" Shin, majstor borilačke škole Nant, koji ga teško ranjava. Nakon toga šoka Kenshiro odlučuje potražiti svojega neprijatelja i vratiti zaručnicu. Na putu mu se pridružuju mlada mlada nevina Rin i Batt koji se zna snalaziti. Sveukupno je bilo zamišljeno da će serija imati 109 epozoda, ali njena velika popularnost dovela je do stvaranja još njih 43 koje osim glavnog lika i svijeta nakon nuklearnog rata imaju malo poveznica s originalom. 

## Radnja
Serija je podijeljena na više gotovo odvojenih priča kojima su jedina veza Ken Shiro zajedno s pratnjom i kasnije Raul. Svaka od tih priča predstavlja susret s novim prijateljem, ali i jednim opasnim protivnikom nakon čijeg završetka naš junak će nastavljati svoj put u nove avanture. Likovi ove serije su:
- Shin, majstor Nant neuzvraćene ljubavi
- Rej, majstor Nanta urođene ljepote
- Juda, majstor Nanta ljubomore
- Shu, majstor Nanta junaštva
- Souther, majstor Nanta tiranije
- Posljednji majstor Nanta koji simbolizira ljubav. On ima čuvare:

Huyei od vjetra, prva od pet snaga Nanta
Fudo brijeg, druga od pet snaga Nanta
Shuren od vatre, treća od pet snaga Nanta
Juza od oblaka, četvrta od pet snaga Nanta
Liaku od mora, peta od pet snaga Nanta
- Toki, majstor škole Okuto
- Raul, kralj Okuto
- Kenshiro, majstor škole Okuto

Dodatnu zanimljivost serija daruje činjenica da se za niti jednog lika ne može reći da je stvarno zao. Svi oni imaju neki događaj ili traumu koja ih je donesla na njihov životni put. Ti najvažniji prijašnji događaji se uvijek prikazaju u kratkim isječcima tijekom kojih se vidi prošlost. Kao dodatna otežavajuća okolnost imamo činjenicu da su svi zajedno pohađali borilačku obuku u kojoj je važnije od svega bila pobjeda. Zbog tih razloga se među glavnim likovima još tada stvorilo buduće prijateljstvo ili mržnja. To se najbolje prikazuje u završnim epizodama kada se bore Kenshiro i Raul gdje su istovremeno prikazani kako se oni bore s 10 godina i sada čime se ukazuje na njihovo vječito suparništvo.
Kraj originalne serije će preživjeti sveukupno troje od borilačkih zvijezda Nanta i Okuto iako ne po redoslijedu kako je to prvobitno zamišljeno pošto se na zahtjev "tržišta" napravio prilično zanimljiv alternativni završetak (1 serije). Cijela priča ove serije se dijeli na dvije takozvane sezone od koje je ona prva podijeljena na četiri vlastita dijela.

## Južni križ
Prvi dio anime Hokuto no Ken se sastoji od 22 epizode u kojima Kenshiro   nakon gubitka ljubljene Julije od strane Shin,  radi sve moguće da bi je vratio. Istovremeno Shin je napravio minijaturno kraljevstvo s glavnim gradom imena Južni križ. Dok Kenshiro zajedno s Battom i Rin stupa prema gradu njegov protivnik šalje vojnike da ga ubiju. Ti vojnici su uvijek potučeni od našega junaka koji nastavlja svoje napredovanje sve do konačnog obračuna sa Shinom. Ovaj prvi dio anime je definitivno najlošiji. Dugotrajno usporena radnja tijekom koje u samo jednoj bitci jedan čovjek ubija pedeset ili sto protivnika i tako iz epizode u epizodu nije uspjela ispuniti očekivanje fanova mange, a s druge strane ona dovela je do žestokih kritika u americi zbog pretjeranog nasilja. Sve u svemu vlasnik prava na cijelu seriju odlučuje odvojeno prodati prava na prvih 22 epizode što će kasnije stvoriti probleme oko izdavanja svih epizoda na DVD-u. Južni križ je inače radi "sposobnijeg" izdavača najčešće izdavaniji dio serije na engleskom jeziku. Na njegovoj osnovi su napravljeni i filmovi.

## Priča o vjetru, oblacima,zmaju i tigru
Nezadovoljstvo fanova prvim djelom dovodi do drastičnih promjena u radnji serija. Tijekom ovog dijela koji traje 35 epizoda (epizode 22-57) glavnu ulogu uzima Reja karizmatični majstor Nanta. Tijekom tih epizoda ćema upoznati i Judu, Tokia,  Jagu i Raula od Okuta. Vrhunac ovog dijela predstavlja borba Raula protiv Reja, Tokia i Kenshira. Sama borba je crtana tehnikom različitom od ostatka serije kako bi se ostavio poseban utisak na gledatelje. Cijela priča ovog dijela se vrti oko tih majstora borilačkih vještina tako da su "omražene" borbe jedan čovjek protiv sto vojnika ( ili pljačkaša ) praktički nestale.

## Priča o stoljeću anarhije
Treći dio prve sezone Hokuto no Ken nam daruje priču o Southeru, od Nanta. Vrijeme anarhije nakon nuklearnog rata je zlatno doba za "majstora tiranije" koji odlučuje iskoristiti svoju specijalnost. Zahvaljujući svome despotskom načinu vladanja on gradi robovlasničkim načinom piramidu kao spomenik svojoj vještini. Brzina priče ovog dijela Hokuto no Ken je identična prethodnom. Jedina razlika je u veoma malenom broju epizoda kojih ima samo dvadesetak (epizode 58-77) s nekoliko nadodatih epizoda.

## Raul mora umrijeti
Ove posljednje epizode prve serije nam predstavljaju borbu Raula i Kena za kontrolu posljednjeg majstora Nanta  (epizode 83-109). Njega se do samog kraja nikada ne prikazuje pošto u potpunom oklopu od glave do peta upravlja putem prosvijećenog apsolutizma svojim gradom. On ima svojih pet snaga Nanta koji ga očarani njegovim umijećem ( majstor koji predstavlja ljubav ) brane do posljednjeg daha. Tim snagama će biti naređeno da napadnu Raula kako bi Ken prvi stigao u njegov grad. Završetak te prve serije će dočekati čak tri majstora borilačkih vještina.

## Otok demona
Druga serija započinje svoju priču desetak godina po završetku prve kada je već završila nuklearna zima. Rukovodioci novog poretka su predstavnici borilačke škole Canto koja je imala dužnost štiti cara (japanskog). Tijekom bitke protiv Falca od Canta će se pojaviti potreba da Kenshiro otputuje na otok demona pošto je tamo oteta mlada carica.   

## Kritike
Na zapadu ova serija je bila izložena žestokim kritika radi prevelikog nasilja i čudne tehnike ubijanja. Općenito se smatra kako je ova anima jedna od najkrvavijih ikada napravljenih. U njoj Ken ubija svoje protivnike karate udarcem na određene dijelove tijela. Nakon udarca protivniku veoma brzo dolazi do porasta tlaka krvi (?) na mjestu udarca nakon čega dolazi do krvave eksplozije kod mjesta udarca. Ta velika količina krvi je izluđivala američke moraliste koji su seriju žestoko napadali. Činjenica koju nikada nisu spominjali je kvaliteta pravljenja crtanog u kojemu se vidi kada neki lik hoda kako mu se istovremeno pomiče i rame. Tako nešto je i danas dvadeset godina kasnije nešto nedostižno za tamošnje crtače.

## Sadašnjost
Tijekom 2003. i 2004. godine bila je snimljena nova crtana serija pod imenom Hokuto no Ken OVA koja se popularno u Italiji nazvala trilogija ( pošto su bile tri epizode ). Zbog loše napisanog scenarija ona je predstavljala razočarenje za fanove dok je s druge strane za izdavača to predstavljalo istraživanje tržišta da se uoči koliko je još ova anime legenda živa. Taj pokus je na kraju ispao uspješan pošto su izdavači bili oduševljeni brojem gledatelja nove serije. Zbog toga uspjeha ubrzo je donesena odluka o snimanju novih anime avantura poznatih junaka iz Hokuto no Ken. Te najavljene nove serije i filmovi su:
- Legenda o Raulu - početak emitiranja se očekuje 2006. godine
- Legenda o Juliji - početak emitiranja se očekuju 2006. godine
- Legenda o Raulu II. - izdavanje ovog filma se planira u 2007. godini
- Legenda o Tokiju - početak emitiranja se očekuje 2007. godine
- Legenda o Ken Shiru - izdavanja ovog filma se očekuje 2008. godine.

## Igre
- Hokuto no Ken (NEC PC-8801, NEC PC-9801, Fujitsu FM-7 od Enix)
  - 1986.05: 北斗の拳  Japan Avanturistička igra na 5 disketa
- Hokuto no Ken (Japan: Sega Mark III, Overseas: Master System by Sega)
  - 1986.07: 北斗の拳  Japan Izdana i na zapadu 1986 godine i emulirana na PlayStation2 ('04)
  - 1986.XX: Black Belt  SAD Igri je promijenjeno ime u Riki jer nema licencu od Toei)
  - 1986.XX Black Belt  EU Igri je promijenjeno ime u Riki jer nema licencu od Toei)
- Hokuto no Ken (Famicom, od Toei Animation)
  - 1986.08: 北斗の拳  Japan
- Hokuto no Ken 2 : Seikimatsu Kyuseishu Densetsu (Famicom, od Toei Animation)
  - 1987.04: 北斗の拳2 世紀末救世主伝説  Japan
  - 1989.XX: Fist of the North Star  SAD (Taxan)
- Hokuto no Ken : Shin Seikimatsu Kyuseishu Densetsu (Megadrive)
  - 1989.07: 北斗の拳 新世紀末救世主伝説  Japan Preoblikovana za izdanje na zapadu ('90)
  - 1990.XX: Last Battle  SAD Ova igra je potpuno promijenjena jer nije imala licencu. Svi likovi imaju druga imena.
  - 1990.XX: Last Battle  EU Isto kao i u SAD
- Hokuto no Ken 3 : Shin-Seiki Souzou Seikenretsuden (Famicom by Toei Animation/Shouei System)
  - 1989.10: 北斗の拳3 新世紀創造 凄拳列伝  Japan
- Hokuto no Ken : Seizetsu Juban Shobu (Game Boy, od Toei Animation/Nintendo)
  - 1989.12: 北斗の拳 凄絶十番勝負  Japan
  - 19XX.XX: Fist of the North Star  SAD
- Hokuto no Ken 4 : Shichisei Hakenden Hokuto Shinken no Kanata e (Famicom, od Toei Animation)
  - 1991.03: 北斗の拳4 七星覇拳伝 北斗神拳の彼方へ  Japan
- Hokuto no Ken 5 : Tenma Ryuseiden Ai★Zetsusho (Super Famicom, od Toei Animation)
  - 1992.07: 北斗の拳5 天魔流星伝 哀★絶章  Japan
- Hokuto no Ken 6 : Gekito Denshoken Haou eno Michi (Super Famicom, od Toei Animation)
  - 1992.11: 北斗の拳6 激闘伝承拳 覇王への道  Japan
- Hokuto no Ken 7 : Denshosha eno Michi (Super Famicom, od Toei Animation)
  - 1993.12: 北斗の拳7 伝承者への道  Japan
- Hokuto no Ken (Sega Saturn od Banpresto)
  - 1995.12: 北斗の拳  Japan
- Hokuto no Ken (PlayStation od Banpresto)
  - 1996.08: 北斗の拳  Japan
- Punch Mania ~Hokuto no Ken~ (Arkada, od Konami)
  - 2000.03: パンチマニア ～北斗の拳～  Japan
  - 2000.XX: Fighting Mania ~Fist Of The North Star~  SAD
- Hokuto no Ken : Seikimatsu Kyuseishu Densetsu (PlayStation, od Bandai)
  - 2000.10: 北斗の拳 世紀末救世主伝説  Japan
- Punch Mania ~Hokuto no Ken 2 Gekitou Shura no Kuni Hen~ (Arkada, od Konami)
  - 2000.12: パンチマニア ～北斗の拳2 激闘 修羅の国編～  Japan
- Typing Ougi Hokuto no Ken Gekiuchi (PC/MAC)
  - XXXX.XX: タイピング奥義　北斗の拳　激打  Japan
- Typing Ougi Hokuto no Ken Gekiuchi SE (PC/MAC)
  - XXXX.XX: タイピング奥義　北斗の拳　激打 (SE)  Japan
- Typing Haou Hokuto no Ken Gekiuchi 2 (PC/MAC)
  - XXXX.XX: タイピング覇王　北斗の拳　激打 2  Japan
- Typing Shuugyou Hokuto no Ken Gekiuchi Zero (PC/MAC)
  - XXXX.XX: タイピング奥義　北斗の拳　激打 Zero  Japan
- Typing Hyakuretsuken Hokuto no Ken Gekiuchi 3 (PC/MAC)
  - XXXX.XX: タイピング百裂拳　北斗の拳　激打 3  Japan
- Hokuto no Ken Mobile (i-mode, EZweb, Vodafone, od Square-Enix)
  - 2003.XX: 北斗の拳  Japan service available in Japan only
- Sega Ages 2500 Series Vol.11 Hokuto no Ken (PlayStation 2, od Sega)
  - 2004.03: SEGA AGES 2500 シリーズ Vol.11 北斗の拳  Japan
- Jissen PachiSlot Hisshou Hou! PachiSlot Hokuto no Ken (PlayStation 2, od Sammy)
  - 2004.05: 実戦パチスロ必勝法! PACHISLOT北斗の拳 通常版/限定版  Japan Normal & Limited editions
- Jissen PachiSlot Hisshou Hou! PachiSlot Hokuto no Ken Plus (PlayStation 2, od Sega/Sammy)
  - 2005.02: 実戦パチスロ必勝法! PACHISLOT北斗の拳 Plus 通常版/限定版  Japan Normal & L.E.
- Jissen PachiSlot Hisshou Hou! PachiSlot Hokuto no Ken DS (Nintendo DS, od Sega/Sammy)
  - 2005.02: 実戦パチスロ必勝法! PACHISLOT北斗の拳 DS  Japan
- Jissen PachiSlot Hisshou Hou! PachiSlot Hokuto no Ken Portable (Sony PSP, od Sega/Sammy)
  - 2005.06: 実戦パチスロ必勝法! PACHISLOT北斗の拳 ポータブル  Japan
- Jissen Pachinko Hisshou Hou! CR Hokuto no Ken (PlayStation 2, od Sega/Sammy)
  - 2005.12: 実戦パチンコ必勝法! CR北斗の拳  Japan Based on the Denshou & Kyouteki pachinko
- Hokuto no Ken (Arkada, bod Sega)
  - 2005.12: 北斗の拳  Japan Atomis Wave mainboard by Sammy
- Hokuto no Ken Online (Windows XP od GungHo Online Entertainment)
  - 2006.XX: 北斗の拳オンライン(仮)  Japan Trenutačno u izradi

## Vanjske poveznice
- Recenzija na Animenewsnetwork.com
- službena stranica
- službena internet stranica Hokuto no Ken - Shin Kyûseishu Densetsu. - stranica od Hokuto no Ken OVA.
- Fist of the North Star na IMDb
- HokutoDestiny - Talijanska internet stranica  Arhivirana inačica izvorne stranice od 8. travnja 2013. (Wayback Machine)
- Hokuto no Ken.it - Talijanski planet Hokuto no Ken